# Kengalapura, Chiknayakanhalli
Kengalapura là một làng thuộc tehsil Chiknayakanhalli, huyện Tumkur, bang Karnataka, Ấn Độ.